# IEEE 802.1aq

Animacja obrazująca IEEE 802.1aq

IEEE 802.1aq (ang. Shortest Path Bridging, SPB) – technologia sieci komputerowych umożliwiająca konfigurację urządzeń sieciowych w sposób zapobiegający powstawaniu pętli, wprowadzona dla zwiększenia niezawodności środowisk sieciowych. Rozwiązanie często stosowane w sieciach, w których jest wymagana wysoka bezawaryjność.

## Zintegrowane protokoły
- IEEE 802.1d – protokół drzewa rozpinającego (STP)
  - IEEE 802.1w – Rapid Spanning-Tree Protocol (RSTP)
  - IEEE 802.1s – Multiple Spanning-Tree Protocol (MSTP)
  - IEEE 802.1ak-2007 Multiple MAC Registration Protocol (MMRP)(inne języki)
- equal-cost multi-path routing (ECMP)(inne języki) – transmisja danych różnymi trasami sieciowymi o równych „kosztach” przesyłu.